# Даниленко Юхим Максимович
Юхи́м Макси́мович Даниле́нко (нар. 29 жовтня 1897, Вейкове — пом. 30 травня 1957, Київ) — український радянський архітектор і художник-реставратор.

## Біографія
Народився 29 жовтня 1897 року в селі Вейковому Полтавської губернії Російської імперії. 1928 року закінчив Київський художній інститут. Помер в Києві 30 травня 1957 року.

## Роботи
В 1950-х роках створив унікальні макети:
- Софійського собору у Києві;
- Києво-Могилянської академії;
- Успенського собору Києво-Печерської лаври;
- Собору Михайлівського Золотоверхого монастиря;
- Палацу Кирила Розумовського в Батурині.